# Caleb Strong
Caleb Strong (9 janvier 1745 - 7 novembre 1819) est un homme politique américain. Il est un des deux premiers sénateurs du Massachusetts de 1789 à 1796, puis gouverneur de cet État sous l'étiquette fédéraliste de 1800 à 1807 et de 1812 à 1816.

## Biographie
Il joue un rôle influent dans l'élaboration de la Constitution des États-Unis, à la Convention de Philadelphie de 1788 et, en tant que sénateur américain, dans l'adoption du 11e amendement. Il a également joué un rôle de premier plan dans l'adoption de la loi sur la magistrature de 1789, qui a établi le système judiciaire fédéral.
Adepte de la modération du conflit politique parfois dur entre fédéralistes et républicains démocrates dans le Massachusetts, il participe à la direction Fédéraliste les premières années du XIXe siècle comme dans le reste du pays, puis est devenu progressivement plus républicain. Bien qu'il ait cherché à se retirer de la politique après avoir perdu l'élection au poste de gouverneur de 1807, l'avènement de la guerre de 1812 l'a ramené à la fonction de gouverneur comme un adversaire des bellicistes. Il a refusé les demandes de l'armée des États-Unis pour que la milice de l'État soit placée sous le commandement de l'armée et, en 1814, il a tenté d'engager des pourparlers de paix secrets avec le gouverneur de la Nouvelle-Écosse, John Coape Sherbrooke. La faible défense par l'État et le gouvernement fédéral de la frontière nord du Massachusetts pendant le mandat de Strong ont contribué à l'autonomie du Maine érigé en État en 1820.